# Wydział Grafiki Artystycznej Uniwersytetu Artystycznego im. Magdaleny Abakanowicz w Poznaniu
Wydział Grafiki Artystycznej Uniwersytetu Artystycznego im. Magdaleny Abakanowicz w Poznaniu – jeden z dziesięciu wydziałów Uniwersytetu Artystycznego im. Magdaleny Abakanowicz w Poznaniu. Jego siedziba znajduje się przy ul. 23 lutego w Poznaniu. 
Samodzielny Wydział Grafiki został powołany w 2002, kiedy to Senat Akademii Sztuk Pięknych, przemianowanej wcześniej Wyższej Szkoły Sztuk Plastycznych, postanowił wyodrębnić trzy niezależne jednostki zamiast dotychczasowego Wydziału Malarstwa, Grafiki i Rzeźby. Początkowo funkcjonował z jedną katedrą, a w 2003 dołączyła do niego Katedra Komunikacji Wizualnej, wcześniej działająca na Wydziale Komunikacji Multimedialnej. W 2011 wydział otrzymał nową nazwę – Wydział Grafiki i Komunikacji Wizualnej – którą zachował do 2024, kiedy to został podzielony na dwa odrębne wydziały: Wydział Grafiki Artystycznej i Wydział Grafiki Projektowej.
Wydział Grafiki Artystycznej oferuje studia na kierunku grafika artystyczna, a także studia niestacjonarne i podyplomowe. Wszystkie pracownie artystyczne działają autonomicznie i są dostępne dla wszystkich osób studiujących UAP w ramach wolnego wyboru.
Wydział jest organizatorem  Międzynarodowego Biennale Grafiki Artystycznej w Poznaniu.

## Struktura
Katedra Grafiki Artystycznej
- I Pracownia Grafiki – Wypukłodruk
- II Pracownia Grafiki – Druk Płaski – Grafika Cyfrowa | Serigrafia
- III Pracownia Grafiki – Wklęsłodruk
- IV Pracownia Grafiki – Litografia i Sruk Offsetowy
- V Pracownia Grafiki – Introligatorstwo i Sztuka Książki
- VI Pracownia Grafiki – Grafika Przestrzenna i Intermedialna
- VII Pracownia Grafiki – Komiks i Powieść Graficzna
- Grafika koncepcyjna
- Propedeutyka grafiki
- Rysunek graficzny
- Kompozycja
- Art zin
- Przygotowanie do druku – poligrafia
- Portfolio
- Warsztat multimedialny
- Podstawy projektowania
- Warsztaty komputerowe
- Modelowanie 3D
- Fotografia

## Kierunki studiów
- grafika artystyczna

## Władze
Dziekan: dr Witold Modrzejewski, ad.
Prodziekan: dr Tomasz Jurek, ad.